# آهن (ماده غذایی)
آهن ازجمله مواد معدنی و الکترولیت‌هایی است که برای بدن اهمیت زیادی دارد و به‌دلیل همین اهمیت ویژه آن در ورزشکاران و در فعالیت‌های استقامتی و همچنین اهمیتی که برای زنان به ویژه در دوران عادات ماهیانه دارد، اهمیت ویژه‌ای دارد.

## معرفی
در حالت طبیعی، مقدار آهن موجود در بدن در حدود ۴ تا ۵ گرم تخمین زده شده‌است که ۷۵ درصد آن در هموگلوبین و میوگلوبین، ۹ درصد به فرم عامل انتقال آهن، یعنی ترانسفرین، یا به شکل ترکیبی در ساختمان برخی از آنزیم‌ها (سیتوکروم‌ها) وجود دارد و ۱۶ درصد باقی‌مانده به‌صورت فریتین و هموسیدرین در داخل بافت‌های بدن ذخیره شده‌است؛ بنابراین، آهن در سه جریان مختلف (برای حمل اکسیژن بدن) نقشی اساسی دارد:
- هموگلوبین خون
- سیتوکروم‌ها و زنجیرهٔ تنفسی
- میوگلوبین

اهمیت فیزیولوژیکی آهن به‌ویژه در نقشی است که این عنصر در تنفس سلولی انجام می‌دهد. تنظیم متابولیسم آهن بر عهدهٔ عمل جذب روده‌ای آهن می‌باشد از طرفی آهن بدن انسان بسیار ناچیز می‌باشد. بخش عمدهٔ دفع آهن در هنگام خونریزی‌ها رخ می‌دهد. به‌عنوان‌نمونه، در دوران عادات ماهیانه و بارداری از دست دادن آهن در زنان چشمگیر است. این از دست دادن آهن در هنگام عادات ماهیانه و انتقال آهن در دوران بارداری به جنین و در دوران شیردهی به نوزاد روی می‌دهد. کاهش آهن منجر به کم‌خونی (آنمی) می‌گردد و اکسیژن‌رسانی به سلول‌ها، به‌ویژه برای فعالیت‌های استقامتی کاهش می‌یابد و در نتیجهٔ آن کارایی و عملکرد ورزشی را کاهش می‌یابد.

## جذب آهن
روزانه در حدود ۱۰ تا ۲۰ میلی‌گرم آهن توسط رژیم غذایی روزانه‌ای که وارد معده می‌گردد و برحسب نیاز ۵/۱ تا ۵/۶ درصد آن جذب بدن می‌گردد. جذب آهن از معده آغاز می‌گردد، اما بیشتر در دوازدهه و رودهٔ باریک جذب می‌شود. آهنی که وارد بدن می‌شود به‌صورت آهن فریک (سه‌ظرفیتی) می‌باشد که ممکن است به‌صورت اکسیدفریک یا املاح آلی باشد. نخستین مرحلهٔ جذب آهن، تجزیهٔ ترکیبات آن و آزادسازی یون آهن و سپس احیا و تبدیل آن به یون دوظرفیتی (فروز) است؛ بنابراین، سه فاکتور کلیدی در جذب آهن دخالت دارد که عبارتند از:
۱. اسیدکلریدریک معده و اسیدهای موجود در مواد غذایی که سبب رهاسازی آهن از مواد غذایی و آزاد شدن آن می‌گردد.
۲. کوبالامین (ویتامین ب۱۲) که به جذب آهن کمک می‌نماید.
۳. ترکیبات احیاکنندهٔ موجود در رژیم غذایی همانند اسیدآسکوربیک و ترکیبات گوگردداری مانند سیستئین که سبب می‌گردند آهن سه‌ظرفیتی احیا و به آهن دوظرفیتی تبدیل گردند. آهن دوظرفیتی (فروز) پس از جذب به درون سلول‌های مخاطی مجدداً به آهن سه‌ظرفیتی (فریک) برای ذخیره در بافت‌های بدن تبدیل می‌شود؛ اما تنظیم جذب آهن به میزان ذخایر آهن بدن بستگی دارد. در درون سلول‌های بدن پروتئینی به نام آپوفریتین وجود دارد که قادر است معادل ۲۳ درصد از وزن خود آهن جذب نماید. به‌این‌ترتیب آهن در بدن ذخیره می‌شود. هنگامی‌که آپوفریتین اشباع می‌شود، جذب روده‌ای آهن متوقف می‌گردد.
هرگاه میزان ذخایر آهن بدن کم باشد و گلبول‌های جدید به‌سرعت تشکیل شوند، جذب آهن افزایش می‌یابد. این موضوع در نزد کودکان در حال رشد و زنان باردار دیده شده‌است.
کوبالامین به دلیل اینکه باعث فعل‌وانفعالات خون‌سازی می‌گردد، جذب آهن را افزایش می‌دهد. غذاهایی که ازنظر فسفات فقیرند مقدار آهن و فسفر قابل‌جذب را افزایش می‌دهند. همچنین، اسیدآسکوربیک (ویتامین ث) جذب آهن را بیشتر می‌کند.
غذاهایی که از نظر فسفات غنی‌اند، میزان آهن و فسفر جذب‌پذیر را کاهش می‌دهند زیرا از ترکیب فسفات با آهن نمک‌های نامحلولی تشکیل می‌شود که جذب‌پذیر نیستند. اسید تئیک هم به سبب تشکیل املاح نامحلول در روده میزان جذب آهن را کاهش می‌دهد. فریتین که شکل ذخیره‌شدهٔ آهن در بدن می‌باشد در مخاط روده، کبد، طحال، کلیه و مغز استخوان دیده می‌شود.
هنگام نیاز به آهن، همانند مواقعی که فشار گاز اکسیژن در درون رگ‌ها کاهش می‌یابد، آهن ذخیره‌شده به درون خون وارد شده و از طریق خون به مراکز مصرف آن حمل می‌گردد. در پلاسمای خون آهن با پروتئینی از گروه بتاگلوبولین‌ها ترکیب شده و به‌صورت ترکیبی پروتئینی که آهن موجود در آن سه‌ظرفیتی می‌باشد درمی‌آید؛ البته دیگر پروتئین‌های پلاسما نیز می‌توانند با آهن ترکیب پیچیده‌ای تشکیل داده و آن را حمل نمایند. بخش عمدهٔ آهنی که در بدن تجزیه می‌گردد در بافت مغز استخوان برای سنتز هموگلوبین و سلول‌های قرمز خون به مورد استفاده قرار می‌گیرد.
روزانه در حدود ۳/۰ تا ۵/۰ میلی‌گرم آهن از راه مدفوع دفع می‌گردد که منشأ آن صفرا یا سلول‌های تخریب‌شدهٔ مخاطی و اپیتلیال روده و آهن جذب نشده‌است. همچنین، در حدود ۱/۰ میلی‌گرم آهن نیز از طریق ادرار دفع می‌گردد.
در هنگام دفع پاتولوژیکی پروتئین از ادرار یا پروتئینوری (همچون هموگلوبینوری) و همچنین نفروز (که در آن کلیه‌ها آسیب می‌بینند) نیز مقداری آهن همراه با پروتئین ادرار دفع می‌گردد. همچنین در مواردی همچون اسهال نیز مقداری آهن به شکل غیرطبیعی از بدن دفع می‌شود. همچنین، زنان نیز در طی دوران شیردهی در حدود ۱ میلی‌گرم آهن در روز دفع می‌نمایند.

## اعمال و کارکرد آهن در بدن
آهن در بدن وظایف گوناگونی بر عهده دارد که عبارتند از:
1. در ساختار هموگلوبین، میوگلوبین و آنزیم‌های اثرگذار در تنفس سلولی (هسته‌های مرکز آهن و سیتوکروم اکسیداز) نقش دارد.
2. در حمل اکسیژن به سلول‌های بدن توسط هموگلوبین نقش اساسی را ایفا می‌نماید.
3. در ذخیرهٔ اکسیژن در بدن توسط میوگلوبین سهیم است.
4. وجود آهن برای نگهداری سیستم‌های اکسیدکننده در درون سلول‌های بافتی لازم می‌باشد.

## عوارض کمبود آهن
آنمی‌های مربوط به کمبود آهن در بدن مهم‌ترین عارضهٔ کمبود آهن در بدن انسان است که در طی آن اندازهٔ هموگلوبین و غلظت هموگلوبین خون از مقادیر نرمال کمتر می‌گردد.

## اندازه نرمال غلظت هموگلوبین خون در سنین مختلف
گروه سنی (غلظت برحسب گرم درصد)
- یک تا ۶ سال (۱۱ گرم)
- ۶ تا ۱۴ سال (۱۲ گرم)
- مردان (۱۳گرم)
- زنان (۱۲گرم)
- زنان باردار (۱۱گرم)

بروز آنمی‌های شدید به‌طور معمول همراه با کاهش غلظت هموگلوبین در حدود ۷ گرم درصد همراه است. نشانه‌های کمبود آهن پیش از بروز آنمی عبارتند از: اختلال در هضم مواد غذایی، آسیب‌های سلولی، کاهش میزان آهن خون، کاهش مقادیر آهن ذخیره‌شده در بدن و تغییر نسبت فعالیت آنزیم‌های محتوی آهن.
نشانه‌های آنمی‌های شدید عبارتند از: رنگ‌پریدگی، ضعف عمومی، تنفس سریع، بی‌اشتهایی، کاهش نسبت اعمال حیاتی بدن و در نهایت مرگ.
عوارض کمبود آهن زمانی رخ می‌دهد که نیاز به آهن افزایش یابد به‌عنوان‌نمونه، در مواردی همچون دوران رشد کودکان، دوران بارداری، خون‌ریزی شدید، اسهال مزمن، زخم معده، کاهش میزان اسید معده (در سالمندان)، دفع فراوان خون در دوران قاعدگی و در طی فعالیت‌های شدید و درازمدت ورزشی میزان نیاز به آهن افزایش می‌یابد.

## مسمومیت با آهن (سیدروز)
«سیدروز»، یعنی افزایش بیش از اندازهٔ آهن در بدن با تجمع هموسیدرین در بافت‌ها مشخص می‌گردد. فاکتورهای بروز سیدروز عبارتند از:
1. دریافت مقادیر زیادی آهن.
2. تخریب مکرر گلبول‌های قرمز خون در طی خونریزی‌های شدید و سپس تزریق مکرر خون
3. نارسایی در تنظیم جذب آهن در بدن (ژنتیکی)

مهم‌ترین نشانه‌های سیدروز، افزایش رنگ‌دانه‌های آبی‌رنگ در پوست، بروز سیروز کبدی، بروز دیابت و اختلال در اعمال طبیعی میوکارد (عضلهٔ قلب) است.

## نیاز به آهن و منابع تأمین آن
مردان بزرگ‌سال ۱ تا ۲/۱ میلی‌گرم، زنان بزرگ‌سال ۴/۱ تا ۲/۲ میلی‌گرم، زنان آبستن ۳ تا ۲/۳ میلی‌گرم و کودکان ۱/۱ تا ۴/۱ میلی‌گرم آهن در روز نیاز دارند.
مقدار آهن مورد نیاز در غذای روزانه برای گروه مردان، زنان و کودکان ۱۰ میلی‌گرم و برای زنان شیرده یا باردار ۲۰ میلی‌گرم در روز است.
جگر، گوشت قرمز، زردهٔ تخم‌مرغ، ماهی، سویا، حبوبات، کشمش، انجیر، غلات، و سبزیجات پهن‌برگ (اسفناج) از منابع سرشار آهن به‌شمار می‌آیند. در ضمن برخلاف باور عموم برگه اسفناج غنی از آهن نیست ولی مقداری آهن دارد در هر ۱۰۰گرم از برگ اسفناج تقریبا ۲/۵ میلی‌گرم آهن وجود دارد و میزان اسید اکسالات آن، بدن را از جذب مواد معدنی بازمی‌دارد.[ که در مقایسه با آویشن که تقریباً ۱۲۰میلی‌گرم دارد چیز ناچیزی است. آویشن، زردچوبه، مرزه، ترخون، زنجبیل، دانه زیره منابع غنی آهن هستند. 
در گذشته به‌دلیل عدم علم کافی و باورهای نادرست مردم میپنداشتند که به‌دلیل شباهت اسمی آهن موجود در بدن انسان همان آهن طبیعت ( آهن مثل تیر آهن یا میل گرد) میباشد و اقدام به خوردن یا داغ کردن آن میکردند که این خود باعث مسمومیتهای ناخواسته میشده .

## اعمال و کارکرد آهن در طی برنامه‌های ورزشی
آهن از فاکتورهای لازم و مهم در ساختار هموگلوبین و میوگلوبین به‌شمار می‌آید. آهن موجود در هموگلوبین در برنامه‌های ورزشی‌ای همانند برنامه‌های استقامتی یک فاکتور کلیدی و اساسی در موفقیت ورزشکار است. همچنین، عملکرد استقامتی بهتر ورزشکاران در مقایسه با افراد عادی ناشی از افزایش غلظت هموگلوبین خون آنان می‌باشد. در واقع کارکرد آهن در ساختمان هموگلوبین سبب افزایش اکسیژن‌رسانی به بدن می‌گردد؛ چراکه در فعالیت‌های استقامتی سیستم غالب تأمین انرژی از طریق سیستم هوازی می‌باشد. کمبود آهن منجر به آنمی ناشی از کمبود آهن می‌گردد که در نتیجه ظرفیت و توان هوازی ورزشکاران کاهش می‌یابد.
بر این اساس، بیشتر مربیان و ورزشکاران تمایل دارند تا برای افزایش کارایی بدن از مواد غذایی دارای آهن استفاده نمایند و به همین منظور مکمل‌های آهن را مورد استفاده قرار می‌دهند. البته زنان ورزشکار به دلیل خون‌ریزی در حین عادات ماهیانه بیشتر از مکمل‌های آهن استفاده می‌نمایند. باوجوداین، شواهد و مدارکی که نشان‌دهندهٔ سودمند بودن و بدون عارضه‌بودن مکمل‌های آهن در زنان باشد در دست نیست. از سوئی، افزایش استفاده از مکمل‌های آهن ممکن است منجر به سیدروز گردد. برخی معتقدند که زنان حتی زنان ورزشکار بهتر است برای جبران آهن بدن خود از غذاهای سرشار از آهن استفاده نمایند و دستورالعمل‌های زیر را نیز در این زمینه پیشنهاد می‌نماید:
1. استفاده از رژیم‌های غذایی دارای اسیدآسکوربیک (ویتامین ث) که باعث جذب بیشتر و بهتر آهن می‌گردد.
2. استفاده از نان و سایر غلات به دلیل داشتن مقادیر زیاد آهن.
3. چای و قهوه، به سبب داشتن اسید تئنیک مانع از جذب آهن می‌گردند؛ بنابراین، بهتر است که از مصرف این مواد پس از صرف غذاهای دارای آهن پرهیز گردد.
4. مصرف پروتئین‌های حیوانی و به‌ویژه جگر. پروتئین‌های حیوانی به دلیل دارا بودن آهن هِم بهتر و سریع‌تر جذب می‌گردند. توضیح اینکه مواد غذایی دارای دو نوع آهن می‌باشند: الف) آهن بدون هِم که یونیزه بوده و به‌صورت ملکول‌های پیچیده وجود دارد؛ ب) آهن با هِم که به‌راحتی جذب می‌گردد و یکی از فاکتورهای اصلی در ساختمان هموگلوبین می‌باشد.

## آنمی ورزشیو استفاده از مکمل ورزشی|مکمل‌های ورزشی
آنمی ممکن است ناشی از نوع رژیم غذایی یا به سبب نوع برنامه‌های ورزشی باشد. بی‌اشتهایی، رنگ‌پریدگی، خستگی و ناتوانی در انجام بهینهٔ برنامه‌های ورزشی از نشانه‌های آنمی ورزشی هستند. دلایل آنمی ورزشی عبارتند از:
1. اختلال مکانیکی و مرگ گلبول‌های قرمز خون
2. پایین بودن درصد جذب آهن
3. پایین بودن پروتئین‌های دارای ارزش بیولوژیکی بالا و استفاده از رژیم گیاه‌خواری
4. وجود فاکتورهای همولیزکنندهٔ خون
5. افزایش حجم پلاسما

۶. کمبود کوبالامین (ویتامین ب ۱۲) در بدن
۷. خون‌ریزی شدید در دوران عادات ماهیانه در زنان
۸. انجام تمرینات شدید ورزشی و فعالیت‌های استقامتی درازمدت (در شرایط تمرین شدید ۴/۰ میلی‌گرم آهن به همراه ۱ لیتر عرق دفع می‌گردد).
درمان ویژه‌ای برای آنمی ورزشی وجود ندارد باوجوداین، پیشنهاد می‌گردد میزان مصرف آهن و پروتئین در غذای روزانه به‌ویژه در مورد زنان ورزشکار به‌اندازهٔ کافی باشد و نظارت دقیقی روی آن انجام گیرد.
پژوهش‌ها نشان داده‌اند که همراه با دفع عرق مقداری آهن نیز از بدن دفع می‌گردد. گزارش‌های پژوهشی در این زمینه نشان داده‌اند که در طی برنامه‌های ورزشی استقامتی (۳ ساعت) غلظت هموگلوبین خون ۸/۳ درصد و میزان هماتوکریت ۹/۳ درصد کاهش داشته‌است درحالی‌که حجم پلاسمای خون ۶/۸ درصد افزایش یافته‌است. میزان کاهش هموگلوبین و هماتوکریت و افزایش میزان پلاسمای خون در روز سوم تمرین تقریباً دو برابر مقادیر بالا است.
استفاده از مکمل‌های غذایی و جایگزین‌های آهن هنوز در بین کارشناسان و پژوهشگران مورد بحث می‌باشد. عده‌ای استفاده از آن‌ها را مجاز و برخی غیرمجاز می‌دانند. البته شواهد و مدارکی که نشان‌دهندهٔ سودمند بودن مکمل‌های آهن در زنان ورزشکار بدون عوارض آنمی باشد، در دست نیست. از سوی دیگر استفادهٔ مناسب از مکمل‌های آهن در زنان ورزشکار خطرناک شناخته نشده‌است. باوجوداین، استفاده‌های مکرر از این مواد کمکی منطقی نیست، زیرا ممکن است سبب مسمومیت در بدن گردند و به کبد و کلیه‌ها آسیب وارد نمایند. ازاین‌رو، پیشنهاد می‌گردد که ورزشکاران با برنامه‌ریزی و دستورالعمل‌های رژیم غذایی حساب‌شده در رفع این مشکل برآیند.